# Хуан Россель
Хуан Франсіско Россель Коросо (ісп. Juan Francisco Rossel Corozo, нар. 17 березня 2005, Сантьяго, Чилі) — чилійський футболіст, нападник клубу «Універсідад Католіка».

## Ігрова кар'єра

### Клубна
Хуан Россель у віці чотирьох років почав займатися футболом у клубній академії столичного клубу «Універсідад Католіка», де він пройшов юнацькі та молодіжні команди всіх вікових категорій. Наприкінці 2022 року футболіста почали залучати до матчів першої команди клубу. 30 грудня того року Россель підписав з клубом перший професійний контракт. 
28 червня 2023 року Россель дебютував у національному чемпіонаті.

### Збірна
Хуан Россель має також еквадорське коріння. Та на початку 2025 року в складі молодіжної збірної Чилі футболіст брав участь у молодіжному чемпіонаті Південної Америки.